# Rocky 3
Rocky 3 (izvirni naslov Rocky III) je tretji film, ki je bil posnet leta 1982, iz serije filmov Rocky. Glavne vloge so odigrali Sylvester Stallone, Carl Weathers in Talia Shire. Poleg njih sta v filmu nastopila še Mr. T in Terry Hulk Hogan.